# Turiasauria
Turiasauria (лат.) — клада завроподных динозавров, принадлежащая к базальной группе эвзавропод (Eusauropoda). Ископаемые остатки представителей клады обнаружены в среднеюрских нижнемеловых отложениях Европы, Северной Америки и Африки.

## Описание
Кладу ввели в систематику Рафаэль Ройо-Торрес и его коллеги в 2006 году, включив в неё Turiasaurus, Galveosaurus и Losillasaurus. Все они были найдены в формации Вильяр-дель-Арсобиспо (титонский-берриасский века) на территории Испании. Авторы охарактеризовали Turiasuria как «все Eusauropoda ближе к Turiasaurus riodevensis, чем к Saltasaurus loricatus». Кладистический анализ (Royo-Torres et al., 2006; 1927) 309 черт и 33 таксонов подтверждает, что Turiasuria находятся за пределами неозавропод (Neosauropoda) и образуют монофилетическую группу. Представителей клады диагностируют по наличию вертикальных невральных отростков и задних центропарапофизарных пластинок в спинных позвонках, отсутствием пре- и постспинальных пластинок на спинных позвонках, отсутствием акромионного гребня в лопатке, наличием выступающего дельтопекторального гребня на плечевой кости, медиального отклонения проксимального конца плечевой кости, а также отдельным вертикальным краем на дистальной половине локтевой кости.

## Палеобиогеография
Изначально места находок Turiasuria ограничивались Европой — Turiasaurus из Испании, Zby из Португалии, а также известные по зубам Cardiodon, Neosodon и Oplosaurus, — но дополнительные представители группы обнаружились в Северной Америке и Африке. Зубы в форме сердца считаются синапоморфией группы. Такие зубы из формации Джайсалмер подтверждают присутствие данной клады и в Индии в середине юрского периода (батский век). Вместе с Narindasaurus из батского яруса Мадагаскара это древнейшие образцы Turiasuria. Предполагается, что группа возникла в Гондване в среднем юрском периоде.
Североамериканские Mierasaurus и Moabosaurus из раннего мелового периода тоже считаются представителями Turiasuria.
Остатки очень крупных видов Turiasuria, формально ещё неидентифицированных, были выкопаны из нижнемеловых (берриасский ярус) слоёв Angeac-Charente на западе Франции.
Остатки неопределённого Turiasuria, состоящие из одного позвонка, были найдены в неизвестной локации в группе Уэлден в Англии.

## Классификация
Пример Turiasaurus позволяет убедиться, что появление в процессе эволюции гигантских размеров не ограничивалось кладами неозавропод, такими как Diplodocidae и Titanosauria, а развилось независимо как минимум один раз в ветви более базальных завропод.
Тезис, опубликованный Хосе Барко в 2009 году, заключается в том, что ни Galveosaurus, ни Losillasaurus не являются Turiasuria. Однако в том же году Франциско Гаско, Ройо-Торрес и коллеги подтвердили валидность Turiasuria.